# Aga Lahowska
Jadwiga "Aga" Lahowska de Romanska, també coneguda com a Aga Lahowska-Mundell (Varsòvia, Polònia, 1 de gener de 1892 - 1956), fou una cantant polonesa, soprano i mezzosoprano. Va desenvolupar part de la seva carrera professional a Espanya, en estreta col·laboració amb el músic gadità Manuel de Falla.

## Biografia
Va néixer l'1 de gener de 1892 filla de Frances Lahowka i Matylda Romanski.
En Polònia es va distingir en interpretar el paper protagonista de Halka, del compositor polonès Stanisław Moniuszko. Lahowska i Falla es van prodigar en recitals per les filharmòniques i centres culturals espanyols i van mantenir sempre una amistat de singular cordialitat.
El 8 d'octubre de 1917, Lohowska va acudir amb Manuel de Falla a Fuendetodos a la inauguració d'una escola construïda amb finançament del pintor Ignacio Zuloaga, organitzador de l'esdeveniment, i d'un monument en homenatge a Francisco de Goya. Després de la missa celebrada a l'església que conserva els frescos d'un jove Goya i del banquet posterior a l'Ajuntament, la soprano va cantar la jota de les Set cançons de Falla, sense acompanyament, des del balcó que donava a la plaça major del poble.
Abans de finalitzar l'any, va iniciar una nova gira amb Falla pel nord d'Espanya. Va estar en Oviedo per cantar sota la seva batuta amb la Societat Filharmònica d'Oviedo. Van interpretar obres de Falla, Turina, Guridi i del compositor local Baldomero Fernández.
El 1918 va continuar oferint recitals. A l'abril, va assistir a l'homenatge donat a Debussy a l'Ateneu de Madrid, al costat de Salvador, Falla i Arthur Rubinstein, també polonès i molt proper al gadità.
En el seu repertori hi havia gran nombre de compositors, destacant les obres de Manuel de Falla i de Joaquín Turina, entre molts altres.
En 1920, va estrenar en el Coliseu Albia de Bilbao l'òpera Amaya de Jesús Guridi, al costat d'Ofelia Nieto, del tenor Isidoro de Fagoaga, de Giulio Cirino i del baix Gabriel Olaizola.
En 1922, el dia 14 de juny, va assistir al Concurs del Cante Jondo que es va celebrar a Granada, Andalusia, organitzat pel compositor andalús Manuel de Falla i amb el suport del poeta andalùs Federico García Lorca.
Va actuar al Gran Teatre del Liceu de Barcelona en les temporades de 1919-1920 i 1921-1922. El novembre de 1921 va inaugurar la temporada d'òpera amb l'obra Louise, sota la direcció del mestre La Rotella acompanyada d'intèrprets com Genevieve Vix, Paul Goffin i Julien Lafont.
L'any 1938 va obrir a Singapur una subscripció per ajudar els refugiats polonesos en Europa.
Al maig de 1948 va oferir un recital a Austràlia, sent recollit el fet pel diari The Sydney Morning Herald de Sydney, Nova Gal·les del Sud. La crítica va ser molt favorable i la cantant llargament ovacionada. A partir d'aquest concert ja no es tenen més notícies de la seva vida.
Sabem, però, que es va casar a Londres amb un advocat anglès, Howell Dawson Mundell, el 12 d'agost de 1925.